# HMS Panther (G41)
HMS Panther (G41) là một tàu khu trục lớp P được Hải quân Hoàng gia Anh Quốc chế tạo trong Chương trình Khẩn cấp của Chiến tranh Thế giới thứ hai. Được đưa vào hoạt động năm 1942, nó đã tham gia hoạt động tại Viễn Đông và Địa Trung Hải trước khi bị đánh chìm bởi không kích của đối phương tại biển Aegean trong Địa Trung Hải vào ngày 9 tháng 10 năm 1943.

## Thiết kế và chế tạo
Panther được đặt hàng cho xưởng tàu của hãng Fairfield Shipbuilding and Engineering Company tại Govan, Scotland vào ngày 2 tháng 10 năm 1939, như một phần của Chương trình Khẩn cấp Chiến tranh. Nó được đặt lườn vào ngày 5 tháng 3 năm 1940, được hạ thủy vào ngày 28 tháng 5 năm 1941 và được nhập biên chế cùng hạm đội vào ngày 12 tháng 12 năm 1941.

## Lịch sử hoạt động
Sau khi nhập biên chế, Panther được phân về Hạm đội Đông vốn đang dưới quyền Đô đốc Sir James Somerville. Nó đang ở ngoài biển cùng hạm đội khi Hải quân Nhật Bản tiến hành tấn công với cuộc không kích xuống Ceylon, nay là Sri Lanka. Sau khi các tàu tuần dương hạng nặng HMS Cornwall và Dorsetshire bị đánh chìm vào ngày 5 tháng 4 năm 1942, Panther đã tham gia vào nỗ lực cứu vớt khoảng 1.120 người thuộc cả hai thủy thủ đoàn, nhiều người đã ở dưới nước cho đến 30 giờ trong một vùng biển đầy cá mập.
Vào ngày 8 tháng 5 năm 1942, Panther đã cùng với chiếc HMS Active đánh chìm chiếc tàu ngầm thuộc phe Vichy Pháp Monge như một phần của chiến dịch chiếm đóng Madagascar. Nó hình thành nên đoàn tàu vốn bao gồm chiếc tàu chở quân SS Strathallan vào tháng 12 năm 1942; và đến ngày 21 tháng 12, chiếc tàu chở quân trúng phải ngư lôi phóng từ tàu ngầm U-boat Đức U-562. Panther dưới quyền chỉ huy của Thiếu tá Hải quân Viscount Jocelyn đã cùng với các con tàu khác cứu vớt thủy thủ đoàn và binh lính, bao gồm Ban tham mưu của Tướng Dwight D. Eisenhower, và chuyển họ đến Oran.
Vào cuối năm 1942, chi hạm đội bao gồm Panther đã di chuyển đến Địa Trung Hải làm nhiệm vụ hộ tống vận tải đến Malta. Sau đó nó cùng tàu chị em HMS Pathfinder được chuyển sang Bắc Đại Tây Dương. Quay trở lại Địa Trung Hải vào tháng 7 năm 1943 với những chiếc cùng lớp sống sót, nó phục vụ trong lực lượng chiếm đóng Sicily, và sau đó là tại Salerno. Trong eo biển Scarpento thuộc biển Aegean, nó bị những máy bay cường kích Junkers Ju 87 "Stuka" xuất phát từ sân bay Megara tấn công vào trưa ngày 9 tháng 10 năm 1943, trong quá trình Chiến dịch Dodecanese. Nó bị chìm chỉ trong vòng một phút lúc 12 giờ 05 phút ở tọa độ 35°28′48″B 27°18′0″Đ / 35,48°B 27,3°Đ. Thủy thủ đoàn của nó được chiếc tàu khu trục Hy Lạp Miaoulis (L91) cứu vớt.